# Es Por Ti
"Es Por Ti" – utwór stworzony i wykonywany przez kolumbijskiego muzyka Juanesa, pochodzący z drugiego albumu Un Día Normal. Produkcją singla zajął się Gustavo Santaolalla.
Piosenka zdobyła dwie Latin Grammy Awards w kategorii piosenka roku i nagranie roku. Tekst utworu mówi o miłości i pokoju.